# MiOdio
MiOdio (с итал. — «Ненавижу себя») — сан-маринская рок-группа, которая состоит из двух санмаринцев и трёх итальянцев. В 2008 году они представляли Сан-Марино с песней «Complice» («Сообщница») на ежегодном конкурсе «Евровидение», который проходил в Белграде. Именно в этом году было первое выступление Сан-Марино на этом конкурсе. 20 мая они спели в первом полуфинале, но, заняв 19 место и получив 5 очков в финал не попали.
Группа была основана зимой 2002 года. Тогда они записали свой первый альбом, состоящий из 5 песен. Альбом был записан лейблом «Аканто», принадлежащим продюсеру и композитору Андреа Фелли. В 2007 году они заключили договор с «Opera Prima», лейблом, выпустив свой первый сингл «It’s Ok», который до сих пор играет на национальных радиостанциях. Песня также была включена в саундтрек к фильму «Il soffo dell’anima», и перечисленная в iTunes Store.
Группа была выбрана национальным жюри представлять Сан-Марино после приглашения страны на конкурс «Евровидение»

## Состав
- Никола Делла Валле (вокал)
- Паоло Мачина (гитара)
- Андреа Марко «Полли» Полличе (бас-гитара, сведение)
- Франческо Санчизи (клавишные, сведение)
- Алессандро Гобб (ударные)

## Дискография
- s/t (2006), EP
- Miodio (2008), EP
- Avantgarde (2011)